# Чиста криниця (гурт, Харків)
«Чи́ста Крини́ця» — український метал-гурт. Один із перших гуртів міста Харкова у своєму музичному напрямі.

## Склад

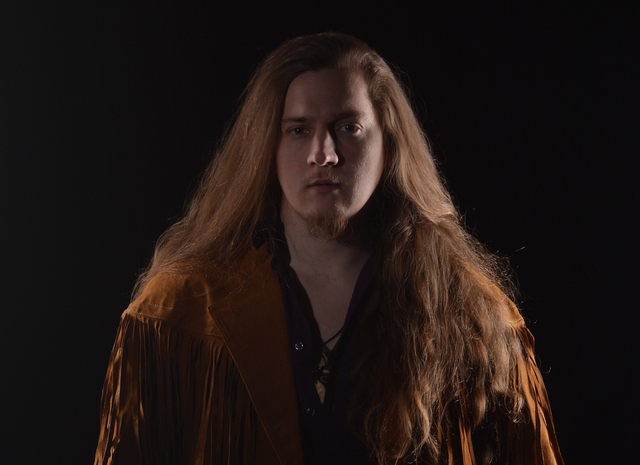
Руслан Криниця, лідер гурту Чиста Криниця.

- Руслан Криниця — вокал, тексти, музика
- Олександр Касторний — барабани (з 2016)
- Дмитро Лесик. - бас (повернення у 2021)
- Данило Важинський - гітара (з 2025 р.)

## Історія
Творчість гурту починалась у Харкові з проєкту «Morose Months Of Melancholy» (Black Metal, 2000 р.), який заснували Руслан Криниця і Володимир Галайда. Приблизно у 2004 році до складу приєднуються Дмитро Лесик та Євген "Hell" та проєкт перетворюється на Ukr National Folk Metal «Chysta Krynycya» (гурт «Чиста Криниця»).
У 2007-2008 рр. гурт активно співпрацює з Організацією «Патріот України», яку очолює Андрій Білецький. Лідери гурту перебувають в організаційному членстві. За цей час «Чиста Криниця» взяла участь у трьох концертах, організованих за сприяння «Патріоту України» в харківському клубі «Форт»:
- «Патріот-Фест» (пам'яті генерала Романа Шухевича) 30 червня 2007 р.
- концерт пам'яті англійського музиканта Яна Стюарта Дональдсона 10 листопада 2007 р.
- «Нав'я Ніч» 1 березня 2008 р.

## В Нашім Серці Україна (2006)
З 2005 року Руслан Криниця знайомиться з Тимом Хресвельгом (клавішні).
Тривав час створення нової музики — це було схоже на пошук самих себе. «Чиста Криниця» створили собі «гаражні» умови для запису першого альбому: орендували гараж, купили дешеві інструменти. Переважну кількість апаратури створено власноруч, але це не заважало працювати, адже на той час це здавалося неймовірно круто.
Альбом вирішено писати так: барабани записувала плівка магнітофону; до магнітофону підключено декілька мікрофонів для зняття тарілок і самих барабанів, а бочку записували через колонку, яка слугувала за великий мікрофон. Потім цей запис барабанів переписували з касети на комп'ютер, а всі інші інструменти записували в лінію. Перша пісня, перша мелодія, перша лірика гурту — це «В Нашім Серці Україна». Ця пісня і зараз постійно лунає на концертах, як славень гурту: це є корінням Чистої Криниці.
У записі альбому брали участь:
Руслан Криниця — барабани, вокал,
Володимир Галайда — гітара
Тим Хресвельг — клавіші
Євген — вокал
Дмитро Лесик— бас-гітара

## Доля (2008)
Під час запису цього альбому відбулися зміни: Чиста Криниця розірвала причетність до Організації «Патріот України» й почала організацію концертів самостійно.
Відбулися також зміни складу: гурт покинули Євген та Дмитро. До гурту приєднався новий басист — Денис Svarg. Після цього Руслан Криниця вирішив співати за барабанами.
Альбом «Доля» має багато експериментів у нових стилях, трохи психоделічних текстів, нового саунду та gothic-атмосфери.
Перший офіційний кліп «Національна Берегиня» гурт випустив саме під час запису цього альбому.
Після випуску «Доля», «Чиста Криниця» разом із «Wolfenhords» випустили спліт-альбом «Slavonic Alliance».

## Симфонія Життя(2009)
Для запису нового альбому «Симфонія життя», гурт вирішив взяти вокалістку — Марину Adel.
Завдяки поєднанню чоловічого та жіночого вокалів, альбом стає більш мелодійним, з'являються оркестрові клавіші та хор вокалістів.
«Симфонія життя» у творчості «Чиста Криниця» є більш готичним альбомом, але не втрачаючи справжній український колорит.

## Криниціада (2012)
Під час саме цього альбому в історії гурту відбувалися переломні зміни, які загартували автентичність «Чиста Криниця».
Марина Adel залишила гурт разом із Денисом Svarg(ом) і для роботи над новим альбомом Руслан Криниця запросив бас-гітаристку Ксенію Демоніку (Kali).
До альбому увійшла культова пісня «Залишайся Українцем». На неї вирішено зняти кліп. Зйомки тривали приблизно 2 роки (2010—2012рр).
14 червня 2012 року на харківському телеканалі «ОТБ» офіційно представлено демонстраційний ролик кліпу «Залишайся Українцем». У прямому ефірі лідер гурту Руслан Криниця розповів більш детально про творчий шлях, зйомки кліпу. Цей процес тривав більше року: було багато зупинок у творчому процесі.
Під кінець 2012 року Руслан Криниця вирішив створити самостійний фестиваль, який згодом змінить назву на «Сварогова Кузня».

## Імперіон (2013)
У 2013 році гурт зняв кліп-експеримент «Імперіон», який згодом почали транслювати на українському телеканалі «A-One».
Цей кліп має чітко виражену рису синоніма творчого протесту. Цей акт мистецтва, сучасний апофеоз, є сумлінним і жахливим, але, у двох словах, — він є усміхненим гротеском.
Центром уваги є вкритий мороком елеватор. Він, наче самотній замок, що тихо вмер. І щоб підкреслити сьогодення, показати маску смерті сучасності — було обране саме це місце. Велетень-зерносховище демонструє своєю непохитністю і мовчазним криком душі велич, як споруду радянської людини на кістках історії.
Після випуску Single версії «Імперіон», «Чиста Криниця» записали частину нового альбому, але неочікувано відбулися великі зміни: Руслан Криниця (барабани, вокал) вирішив покинути місце за барабанами і зайняти місце вокаліста. Запрошено нового барабанщика, до речі, брата Руслана, і нового басиста. Ксенія покинула гурт. Після таких змін вирішено припинити запис альбому, який було записано старим складом гурту й почати все спочатку.
Оновлений гурт вже готує новий альбом, а незакінчений альбом чекає свого часу.

## Metal FEST «Сварогова Кузня» (2013—2014)
«СВАРОГОВА КУЗНЯ» — фестиваль, заснований Русланом Криницею, який розпочинався під назвою «Фолк Січень/Липень Фест» 11.01.2013 року.
Через рік вирішено змінити назву фесту на «Сварогова Кузня», який пройшов 5 квітня 2014 року, на день народження видатного харківського рок-журналіста Сергія Короткова.
Фестиваль уже встиг набрати популярність і збирає повні зали фанатів металу в Харкові.

## Руїна (2015)
Над альбомом «Руїна» гурт почав працювати саме в часи війни України з Росією.
Цитати гурту:
```
"За 12 років творчості ми отримали величезний досвід, спілкувавшись з великою кількістю музикантів, робивши десятки незабутніх концертів і творивши нові образи української музики. Але, найголовніше, - ми ніколи не прогиналися під думку суспільства і не робили того, що нам не подобалось. Все, що було зроблено - це творчість особистостей, а не музикантів, які чекають почесного звання. Те, з чим нам довелося зіткнутись під час роботи над альбомом, - змусило робити більш жорстко свою справу. І, внаслідку, роки створення альбому "Руїна" стали свідками війни і руйнування, молитв і сподівань, які створили поетизм для цього альбому..."
```

```
"Війна в країні тиснула на нас і змушувала переживати за майбутнє. Саме тому, альбом "Руїна" присвячений усім, хто поклав своє життя у боротьбі за вільну Україну,і усім тим, хто продовжує боротись, незважаючи ні на що. 
Хочу згадати людину, з якою мені довелося стояти пліч-о-пліч під прапорами організації "Патріот України". Це Андрій Білецький, саме таким людям присвячений наш новий альбом..."
```

Альбому притаманний музичний мінімалізм та атмосфера й естетизм мертвого урбанізму. А журнал «TERRORAIZER» підкреслив:
```
"Потрясающая смесь жесточайшего металла и традиционной для украинской фолк-музыки мелодичности"...
```

## ЕР «АЗОВЕЦЬ» (2016)
- Донбас
- Труна Для новороссии
- Земля Спокою
- Азовець

## EP «КВІТКА В ДОМІ СОНЦЯ» (2016)
- Квітка В Домі Сонця
- Коли Світло Падає На Нас
- Мить
- Сонячний Обрій

Ці два «EP» альбоми випущено на лейблі «Der neue Weg». В альбомах брали участь: Руслан Криниця — вокал, всі інструменти; Володимир Галайда — гітара; Тим Хресвельг — клавішні;
Валерія — вокал (EP «КВІТКА В ДОМІ СОНЦЯ»).

## «ХРАМ ПРИРОДИ» (2019)
Після запису «EP» альбомів  ЕР «АЗОВЕЦЬ» (2016) і EP «КВІТКА В ДОМІ СОНЦЯ» (2016) гурт покидає один із засновників гурту Тимур Хресвельг (клавішні).
У цей час гурт вирішує змінити барабанщика. Руслан Криниця запрошує Олександра Касторного. У 2018 році Руслан Криниця запрошує клавішника Павла Книша.
Для роботи над новим альбомом «Чиста Криниця» створюють власну студію «KRYNYCYA RECORDS», у якій починають працювати над новими піснями.
Під час роботи гурт вирішує знімати фільм про процес створення альбому, який згодом отримає назву «Шлях До Храму Природи».
Обкладинку для альбому «Храм Природи» мав малювати старий знайомий гурту, але, цьому не поталанило статись — художник помирає. У фільмі «Шлях До Храму Природи» гурт згадує про це більш детально.

## «МІЖ ДВОХ СВІТІВ» (2022)
З 2021 року «Чиста Криниця» почали працювати новим складом: відбулося повернення одного з засновників гурту — Дмитра Лесика, а також до гурту запрошено гітариста Олександра Короткова. Футурістична тематика нового альбому привела до експериментів із різними видами синтезаторів, саме тому на альбомі можна почути цікаві музичні рішення.
Після початку чергового тероризму з боку російської федерації, процес створення альбому зупинився на декілька місяців, але дякуючи ЗСУ, робота вчасно відновилась. Чиста Криниця вирішили зняти кліпи на майже всі пісні з нового альбому для того, щоби підтримувати свій Youtube-канал. Альбом можна послухати на всіх музичних платформах в інтернеті.

## Дискографія
| Назва                 | Тип                   | Рік  |
| --------------------- | --------------------- | ---- |
| В НАШІМ СЕРЦІ УКРАЇНА | Повноформатний альбом | 2006 |
| ДОЛЯ                  | Повноформатний альбом | 2008 |
| СИМФОНІЯ ЖИТТЯ        | Повноформатний альбом | 2011 |
| КРИНИЦІАДА            | Повноформатний альбом | 2012 |
| РУЇНА                 | Повноформатний альбом | 2015 |
| АЗОВЕЦЬ               | EP Album              | 2016 |
| КВІТКА В ДОМІ СОНЦЯ   | EP Album              | 2016 |
| ХРАМ ПРИРОДИ          | Повноформатний альбом | 2019 |
| ВМИРАЮЧИЙ СФІНКС      | EP Album              | 2021 |
| ВІЧНА ВЕСНЯНА ЮНІСТЬ  | EP Album              | 2021 |
| МІЖ ДВОХ СВІТІВ       | Повноформатний альбом | 2022 |
| НЕДОСЯЖНО І ЗАГАДКОВО | Акустичний альбом     | 2023 |

## Кліпи гурту
|  | Назва                 | Рік       |
|  | --------------------- | --------- |
|  | Національна Берегиня  | 2008      |
|  | Залишайся Українцем   | 2011-2012 |
|  | Імперіон              | 2013      |
|  | В Нашім Серці Україна | 2012-2014 |
|  | Зброя Наше Все        | 2016      |
|  | Сварогова Кузня       | 2016      |
|  | Сонячне Місто         | 2018      |
|  | Між Двох Світів       | 2022      |
|  | Внутрішня Енергія     | 2022      |
|  | Гартовані в Боротьбі  | 2022      |